# Chiller (jogo eletrônico)
Chiller é um jogo eletrônico de tiro do tipo arcade, produzido pela Exidy, lançado em 1986. Uma versão não-autorizada desse jogo foi lançada para a plataforma Nintendo em 1990 pela American Game Cartridges nos EUA e Austrália pela HES (Home Entertainment Suppliers). O jogo também foi lançado numa versão mais realista e violenta no fliperama.

## Jogabilidade
O jogador faz o papel de um torturador em primeira pessoa, que deve mutilar e matar pessoas presas em uma variedade de ambientes com tiros de revólver. Os inimigos do jogos são incapacitados de reagir, sendo o maior desafio do jogo o assassínio do maior número de vítimas conforme o tempo contado. A terceira fase pode ser considerada a mais inocente do jogo, pois não os inimigos são apenas fantasmas e outros seres sobrenaturais.

### Níveis
- Torture Chamber: O jogador atira em pessoas presas em dispositivos de tortura. Pontos de bônus especiais para atirar uma guilhotina de pilar que corta as cabeças e as mãos de uma vítima, esmagando a cabeça de uma vítima em um triturador de cabeças ou desenterrando um esqueleto murado no calabouço. Na versão arcade, se estiver esperando o tempo suficiente depois de disparar as partes do corpo do inimigo, as moscas e os corvos são atraídos para os membros sangrentos cortados.

- Rack Room: Semelhante à câmara de tortura, mas uma sala maior contendo cavaletes, bem como uma vítima suspensa acima de um rio de sangue. Eles podem ser baixados lentamente e alimentados a um jacaré faminto, enquanto as vítimas da prateleira podem ser mortas com tiro ou ativação do cavalete e rasgando os corpos em dois. Ao longo do nível, um imp como criatura ocasionalmente aparece e lança facas nas vítimas; Estes podem ser abatidos em vôo para pontos extras.
- Hallway: A fase se passa em um corredor repleto de fantasmas e monstros, e diversas armadilhas podem ser ativadas para pontos bônus, como um piso falso que aberto, faz os alvos caírem. O jogador também pode atirar num caixão e ver um cadáver e observar membros caindo no teto e um cachorro indo buscá-los.
- Graveyard: O jogador precisa atirar em um cemitério com diversos alvos como mãos que saem dos túmulos, cabeças fincadas na cerca de metal, luzes de uma igreja, uma senhora empurrando um carrionho e até mesmo uma mulher presa ao chão.
- Bonus Round: Esta fase que é desbloqueada acertando todos os alvos e desbloqueando a mensagem secreta mostra apenas uma igreja, enquanto diversos monstros voam pela tela, num sistema similar ao de Duck Hunt, também lançado para o Nintendo Entertainment System.